# Нюйва
Нюйва (кит. трад. 女媧, упр. 女娲, пиньинь Nǚwā) — одна из великих богинь китайского (даосского) пантеона, создательница человечества, избавительница мира от потопа, богиня сватовства и брака.

## Предание
Впервые Нюйва упоминается в «Вопросах к небу» Цюй Юаня: «Кем был тот, кто создал самое Нюйва?» (кит. упр. 女娲有体，孰制匠之).

Изображение Нюйвы и Фуси на надгробной стеле(вверху)

Подобно хтоническим божествам Греции (Тифон, Ламия и др.), Нюйва изображалась в виде фигуры с головой и руками человека, и с телом змеи. В китайской транскрипции её имя читается как «Ню Гуа» (женщина Гуа), где Гуа обозначает некое улиткообразное существо. Согласно древнекитайским воззрениям, некоторые моллюски, насекомые и рептилии, способные менять кожу или панцирь (домик), обладают силой омоложения и даже бессмертия. Поэтому и Нюйва (женщина Гуа), переродившись 70 раз, преобразовала этими своими изменениями Вселенную, а образы, которые она принимала в своих перерождениях, дали начало живущим на земле существам. Божественность Нюйвы была так сильна, что даже из её внутренностей (кишечника) родились 10 божеств.
Создание человечества также являлось заслугой Нюйвы. Ей же, согласно описанию в 78 цзюане Императорского обозрения годов Тай-пин, принадлежит и разделение людей на высших и низших по социальному положению. Те, кто были вылеплены руками богини из жёлтого лёсса (жёлтый цвет в Китае — цвет небесного и земного императоров), и их потомки образовали впоследствии совокупность богатых и знатных людей в стране. Те, кто появился из кусков глины и грязи, разбросанных Нюйвой с помощью верёвки, — это бедняки и обычные люди.
Согласно главе шестой под названием «Обозрение сокровенного» произведения «Хуайнаньцзы», Нюйва спасла Землю от гибели во время светопреставления, когда небесный огонь и потоп могли уничтожить всё живое. Богиня собрала разноцветные камни, расплавила их и залепила небесные дыры, через которые на землю изливались вода и огонь. Затем она обрубила ноги гигантской черепахе и этими четырьмя ногами, как столбами, укрепила небосвод. Золой тростника Нюйва отгородила воды потопа. Тем не менее небосвод несколько покосился, земля ушла вправо, а небо влево. Поэтому и реки в Поднебесной текут на юго-восток.
Богиня Нюйва и её брат Фуси считаются первой божественной супружеской парой. Изображаются они обычно с переплетёнными змеиными хвостами, в головных уборах или халатах, обращённых лицом друг к другу, или отвернувшимися. Знаком Нюйвы (который она держит в руках) является компас. В её честь строились храмы, где во втором месяце весны приносились обильные жертвы и устраивались праздники в её честь как богини любви и бракосочетаний. Впоследствии образы Нюйвы и Фуси высекали также на надгробных плитах для защиты могил.
Раздел 《五德志》 трактата «Суждения отшельника» (Цянь фу лунь, 潛夫論, англ.) утверждает, что матерью Фуси (и, соответственно, Нюйвы) была Хуасюй-ши (zh:华胥氏).

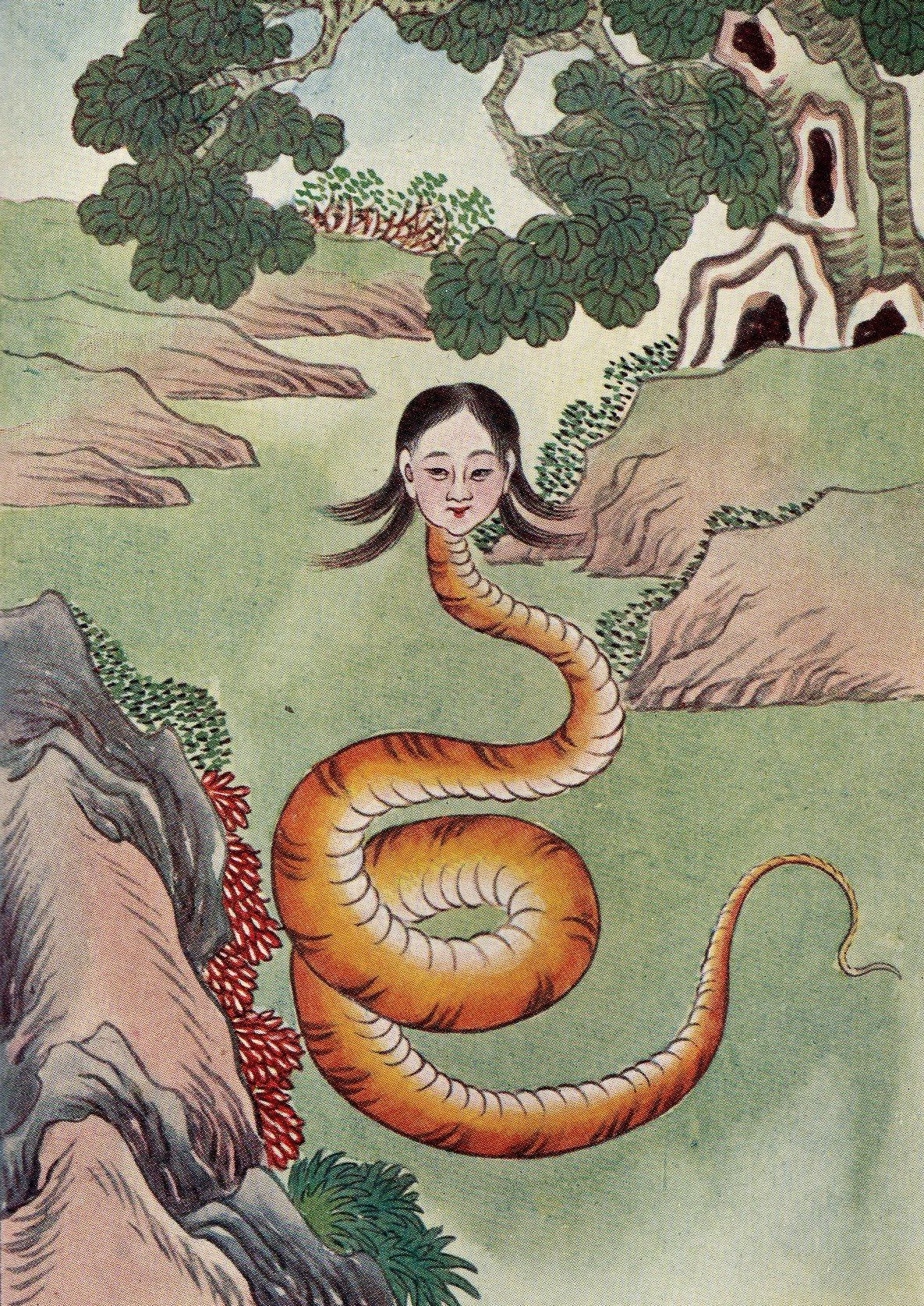
Нюйва
Нюйва восстанавливает небесный столп. Сяо Юньцун (1596–1673)

## В научной сфере
В честь Нюйвы назван астероид (150) Нюйва, открытый 18 октября 1875 года американским астрономом Дж. К. Уотсоном в Анн-Арборе. В 2018 году в её честь названа ископаемая оса Burmusculus nuwae из бирманского янтаря.